# سانتو استفانو دی سانته ماری
سانتو استفانو دی سانته ماری (به ایتالیایی: Santo Stefano) یک منطقهٔ مسکونی در ایتالیا است که در سانت ماریه واقع شده‌است.